# Piccolino
| Оценки критиков | Оценки критиков |
| Источник        | Оценка          |
| --------------- | --------------- |
| AllMusic        | [ 1 ]           |

Piccolino — шестьдесят восьмой студийный альбом итальянской певицы Мины, выпущенный в 2011 году на лейбле PDU.

## Список композиций
| №                   | Название                | Автор(ы)                                      | Длительность |
| ------------------- | ----------------------- | --------------------------------------------- | ------------ |
| 1.                  | «Compagna di viaggio»   | Джорджо Фалетти                               | 4:11         |
| 2.                  | «Matrioska»             | Эмилио Ди Стефано, Франко Фасано              | 4:11         |
| 3.                  | «Questa canzone»        | Паоло Лимити, Марио Нобиле                    | 3:23         |
| 4.                  | «Ainda Bem»             | Мариса Монте, Арнальду Антунес                | 4:10         |
| 5.                  | «Brucio di te»          | Джулиано Санджорджи                           | 4:15         |
| 6.                  | «Canzone maledetta»     | Андреа Мингарди, Маурицио Тирелли             | 4:18         |
| 7.                  | «L’uomo dell’autunno»   | Джузеппе Фулькери, Маурицио Фабрицио          | 4:42         |
| 8.                  | «Fuori città»           | Маттео Манчини, Джанни Бинди                  | 4:32         |
| 9.                  | «Fly Away»              | Аксель Пани, Маттиа Джиси                     | 4:06         |
| 10.                 | «E così sia»            | Джулиано Санджорджи                           | 5:25         |
| 11.                 | «Only This Song»        | Аксель Пани                                   | 3:36         |
| 12.                 | «Rattarira»             | Ансельмо Дженовезе, Мануэль Дженовезе         | 3:41         |
| 13.                 | «Armoniche convergenze» | Аделио Кольяти, Пьеро Кассано, Фабио Перверси | 4:40         |
| 14.                 | «Dr. Roberto»           | Стефано Джислон                               | 4:08         |
| Общая длительность: | Общая длительность:     | Общая длительность:                           | 59:17        |

## Чарты

### Еженедельные чарты
| Чарт (2011)               | Высшая позиция |
| ------------------------- | -------------- |
| Италия (Classifica album) | 6              |

### Годовые чарты
| Чарт (2011)   | Позиция |
| ------------- | ------- |
| Италия (FIMI) | 49      |

## Сертификации и продажи
| Регион | Сертификация | Продажи |
| --- | ------------ | ------- |
| Италия (FIMI) | Золотой      | 30 000* |
| * Данные о продажах приведены только на основе сертификации. ^ Данные о тиражах приведены только на основе сертификации. |              |         |